# Walter Böning
Walter Adolf Hermann Böning (* 14. Januar 1894 in Oldenburg; † 7. Februar 1981 in Arolsen) war Offizier der Fliegertruppe im Ersten Weltkrieg. Er erzielte siebzehn Abschüsse (sechzehn Flugzeuge, ein Ballon).

## Leben

Rumpf des letzten von Böning geflogenen Flugzeugs (Albatros D.Va D.5765/17), mit dem er am 31. Mai 1918 notlandete

Bönings Vater war Oberlehrer am Lehrerseminar Oldenburg. Walter Böning studierte in Erlangen Medizin. Am 1. April 1914 trat er zur Ableistung seines Wehrdienstes als Einjährig-Freiwilliger in das 19. Infanterie-Regiment der Bayerischen Armee ein, mit dem er beim Kriegsausbruch in den Ersten Weltkrieg ausrücken musste. Am 25. Oktober 1915 wurde er zum Leutnant der Reserve befördert. Anfang 1916 trat er zur Königlich Bayerischen Fliegertruppe über, bei der er am 10. Februar 1916 seine Flugzeugführerausbildung auf dem Flugplatz Schleißheim bei München begann. Anschließend wurde er am 25. Mai 1916 zur bayerischen Feldflieger-Abteilung 6 versetzt, wo er Aufklärungsflüge im Zweisitzer absolvierte. Am 26. November 1916 erfolgte die Versetzung zur Jagdstaffel 19. Im April 1917 schoss er zwei französische Flugzeuge und einen Ballon ab, im Jahresverlauf vier weitere französische Maschinen. Er flog zu dieser Zeit eine Albatros D.V (Baunummer D.2092/17), die er mit einem stilisierten schwarzen „B“ als persönliches Erkennungszeichen versah und wahrscheinlich mitnahm, als er am 5. Oktober 1917 die Führung der bayerischen Jagdstaffel 76 übernahm. Bei dieser Einheit erzielte er seine übrigen Luftsiege, zuletzt mit einer blau-weiß längsgestreiften Albatros D.Va (Baunummer D.5765/17). Am 30. Mai 1918 wurde er bei einem Luftkampf mit britischen Camels der 70. Schwadron der Royal Air Force von einer Kugel im linken Unterschenkel getroffen. Trotz hohem Blutverlust erreichte er sein Heimatflugfeld und konnte dort ohne Bruch landen. Aufgrund der schweren Verletzung wurde er bis nach Kriegsende in verschiedenen Hospitälern behandelt.
Böning studierte nach dem Krieg Medizin an der Universität Jena und gehörte seit 1918/19 der Jenaischen Burschenschaft Germania an. Nach dem Examen und der Promotion zum Dr. med. praktizierte er als Arzt in Arolsen.